# Marisa Miller
Marisa Lee Miller (nacida Bertetta; Santa Cruz, California; 6 de agosto de 1978) es una actriz y modelo conocida por sus apariciones en Sports Illustrated y sus desfiles de ropa interior para Victoria's Secret. Después de una temporada posando para el fotógrafo Mario Testino para revistas de moda como Vogue, Miller comenzó a trabajar para ambas empresas en 2002. A finales de 2007, es una de las "ángeles" de Victoria's Secret y fue portada de Sports Illustrated, logros que la han llevado a ser apodada como una de las grandes supermodelos de América."
Ella es también conocida por sus contratos con empresas como Harley-Davidson, y por alcanzar en la revista Maxim el primer puesto de la lista "Hot 100" de 2008.

## Primeros años
Nace en Santa Cruz, California, bajo el nombre Marisa Lee Bertetta; fue descubierta a la edad de 16 años por Mario Testino en una playa de California. El cual tomó unas fotos mientras le dijo que ella sería una TOP. A las pocas semanas estaba en Nueva York posando para las cámaras.  En 1997 Miller fue obteniendo la atención del público tras de aparecer en la revista Perfect 10. Sin embargo ella terminó en el tercer puesto detrás de Ashley Degenford y Mónica Hansen en la primera búsqueda anual de modelos de la revista Perfect 10, Después de esto apareció repetidamente en los siguientes ejemplares, incluidas las portadas de las ediciones de invierno 1998, agosto/septiembre de 1999, y otoño 2004.